# Сімферопольський трамвай

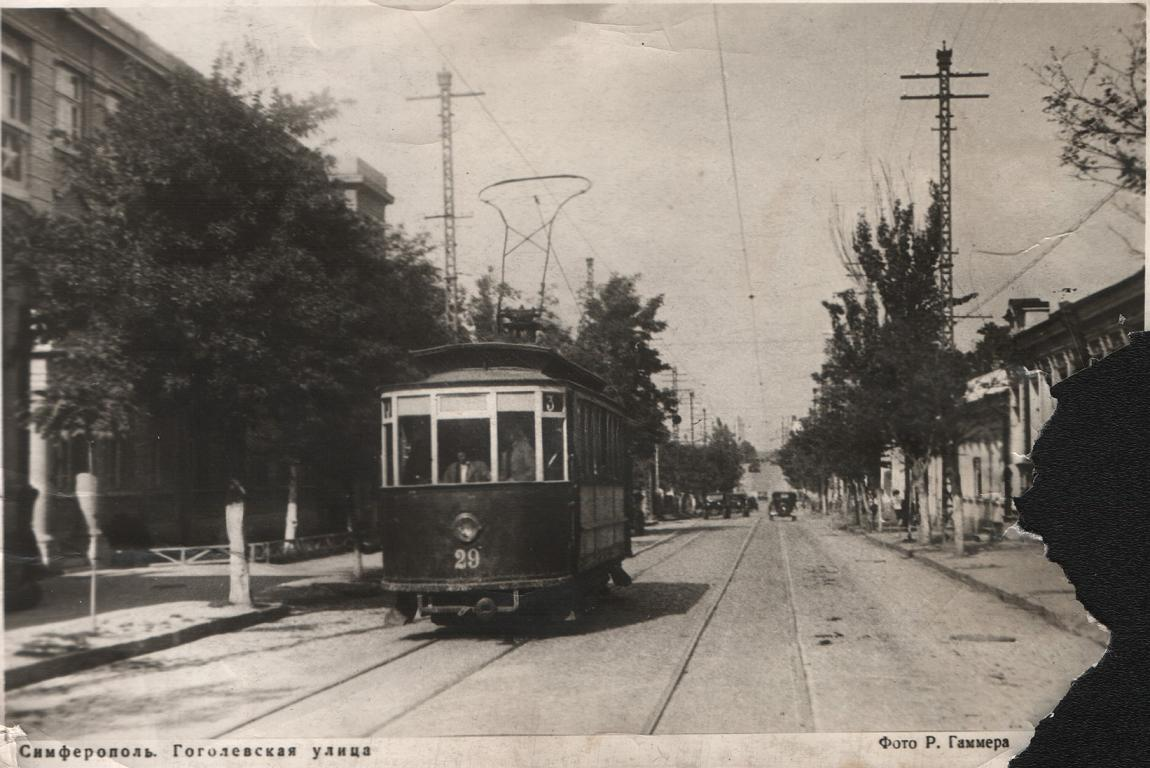
Трамвай на вулиці Гоголівській. Листівка 1930-х років

Сімферопольський трамвай (крим. Aqmescit tramvayı) — закрита сьогодні система електричного трамвая, що діяла у місті Сімферополь у 1914-1970 роках.

## Історія
Трамвай у Сімферополі був збудований бельгійським «Анонімним товариством сімферопольських електричних трамваїв і освітлення». Перша лінія з'єднала центр міста з залізничним вокзалом. Пробний рух розпочався у червні 1914 року, а урочисте відкриття відбулося 31 липня (за новим стилем — 13 серпня) 1914 року. До жовтня працювало вже 3 маршрути.
Початково було 10 видів різнокольорових різних квитків різної вартості. Так, були квитки для військових; пасажирів, які їхали з пересадкою тощо.
В період революції і громадянської війни трамвай майже не працював. Його функціонування було відновлено 12 березня 1924 року.
На 1941 рік парк нараховував більше 50 вагонів, а пасажиропотік становив близько 30 млн пасажирів в рік. Під час Другої світової війни трамвай не працював з листопада 1941 по листопад 1944 року. Повністю рух був відновлений 2 грудня 1946 року. Під час війни трамвайне депо було підірвано, спалено 12 вагонів, демонтована вся контактна мережа, знято близько 100 металічних опор.
У 1957 році було перевезено 40,4 млн пасажирів, що є рекордним для сімферопольського трамвая. На 1 січня 1961 року загальна довжина ліній становила 23,6 км, в парку нараховувалося 57 моторних і 44 причепні вагони.
9 жовтня 1965 року трамвайне управління увійшло до складу Кримського трамвайно-тролейбусного управління (сьогодні — КДВП «Кримтролейбус»). З 1969 року в місті залишився лише один трамвайний маршрут (№ 4); парк налічував 28 вагонів.
1 грудня 1970 року сімферопольський трамвай був закритий з причини відсутності запчастин для ремонту колії, контактної мережі і вагонів.
У 2012 році, на століття відкриття травмаю, трансформаторна підстанція та електричні стовпи стали пам'яткою науки і техніки національного значення.

## Маршрути
- № 1. Спочатку: «Вокзал — бульвар Леніна — вул. Маркса — вул. Леніна — вул. Єфремова — Госпітальна площа». Після 1957 року, коли закрили лінію по вулиці Карла Маркса: «Вокзал — бульвар Леніна — вул. Павленка — вул. Гоголя — вул. Леніна — вул. Ефремова — Госпітальна площа». Маршрут закрили у 1960 році.
- № 2. «Червона Гірка — вул. Трамвайна — вул. Садова — вул. Рєпіна — вул. Лермонтова — Феодосійське шосе — вул. Кірова — вул. Леніна — вул. Єфремова — вул. Нижньогоспітальна — вул. Чехова — вул. Севастопольська — вул. Козлова — Центральний базар». Маршрут було закрито 28 листопада 1968 року.
- № 3. Спочатку: «Вул. Калініна (перехрестя з вул. Жигаліної) — бульвар Леніна — вул. Павленка — вул. Гоголя — вул. Севастопольська — вул. Козлова — Центральний базар». Після закриття у 1966 році ділянки по вул. Калініна: «Вокзал — бульвар Леніна — вул. Павленка — вул. Гоголя — вул. Севастопольська — вул. Козлова — Центральний базар». Закритий в квітні 1968 року.
- № 4. З кінця 1950-их: «Вокзал — бульвар Леніна — вул. Павленка — вул. Гоголя — вул. Севастопольська — вул. Козлова — Центральний базар». З квітня 1961 року, коли була відкрита лінія по вул. Оборонній (сьогодні — вул. 51-ї армії): «Вул. Оборонна — вул. Кірова — вул. Леніна — Госпітальна площа — вул. Чехова — вул. Гоголя — вул. Павленка — бульвар Леніна — Вокзал». Маршрут закритий 1 грудня 1970 року.

## Рухомий склад
- 17 моторних вагонів, виготовлених на заводі «Ragheno» в Бельгії поставки 1914 року
- 7 причепних вагонів, виготовлених на заводі «Godarville» в Бельгії поставки 1914 року
- вагони серії «Х» (моторні) — 23 вагони, поставлені з Харкова (1920-ті) і Тбілісі (1937)
- 14 моторних вагонів, виготовлених на заводі «Steinfurt», що були поставлені у 1946 році з Калінінграда
- 12 причепних вагонів, виготовлених на заводі «Steinfurt», що були поставлені у 1946 році з Калінінграда

Причепний вагон виробництва заводу «Godarville» № 51 до модернізації (на фото вище ви можете бачити цей вагон після модернізації)

- 4 моторні вагони «LOWA Т54» поставки 1955 року (№ 31—37)
- 4 причепні вагони «LOWA B54» поставки 1955 року (№ 75—78)
- 22 моторних вагонів «Gotha Т-57» поставок 1957 (5 вагонів; № 38—42), 1958 (14 вагонів; № 43—45, 146—156) і 1960 (3 вагони; № 157—159) років
- 23 причепних вагонів «Gotha B-57» поставок 1957 (5 вагонів; № 79—83), 1958 (15 вагонів; № 84—98) і 1960 (3 вагони; № 99—101) років

Відомо також, що у 1920-х у Сімферополь прибуло 3 причепні вагони невідомої марки з Одеси і 3 — з Твері; у 1937 році — 3 моторних вагони невідомої марки з Владикавказа; у 1952—1954 — 8 моторних і 8 причепних вагонів невідомої марки з Ленінграда.